# Henri Marès
Henri Marès, né à Chalon-sur-Saône le 18 janvier 1820 et mort à Montpellier (Hérault) le 9 mai 1901, est un agronome français.

## Biographie
Il était ingénieur de l'École centrale des arts et manufactures de Paris (promotion 1843), mais il s'illustra surtout en viticulture. En effet, il a établi le protocole du soufrage des vignes contre l’oïdium. Pour cela, il reçut l’un des deux grands prix de l’Agriculture décernés par le jury international de l’Exposition Universelle de 1867 (Paris). L’autre prix fut attribué à Louis Pasteur. Les deux hommes devinrent amis. Marès fut aussi membre correspondant de l’Académie des sciences et de l’Académie d'agriculture.
L'oïdium est un champignon qui, importé d'Amérique via l'Angleterre, ravagea les vignes du Midi de la France à partir de 1850. Esprit rationnel, Henri Marès essaya dans ses propriétés de Launac à Fabrègues et du château de l'Engarran à Lavérune, toutes sortes de procédés de lutte dont le soufre car il avait été prouvé antérieurement au laboratoire que celui-ci était efficace. Mais Marès détermina le moyen d'utiliser le produit au champ, calcula les doses à mettre, la périodicité des apports et les conditions climatiques les meilleures pour les traitements. En 1856, il publia dans un bulletin de la Société centrale d'agriculture de l'Hérault (SCAH) un mémoire de 83 pages résumant tous ses travaux. Le texte était clair, précis et d’une qualité scientifique qui éblouit encore un siècle et demi après. La cause est alors entendue et les viticulteurs défilent à Launac pour voir les résultats obtenus, et bien sûr pour apprendre comment traiter. Marès devient l'un des hommes les plus célèbres du Midi. Sa récompense à l'Exposition Universelle, en même temps que Pasteur, en témoigne.
Par ailleurs, Marès admire Pasteur dont il applique les méthodes. En 1874, il est même choisi comme rapporteur de la commission chargée d’examiner les travaux de Pasteur sur les industries du vin, du vinaigre, de la bière et des vers à soie.
Lors de la crise du phylloxéra, son rôle est plus mitigé. Pendant de nombreux mois, il ne veut pas croire à la responsabilité d'un insecte et se rallie à ceux qui croient le dépérissement des vignes lié à des épisodes climatiques défavorables. Mais, incontournable, il est cependant choisi comme rapporteur de la commission départementale du phylloxéra (Hérault). À ce poste, il se distingue par d'intéressantes synthèses sur la question. Comme tous les viticulteurs, il est obligé de se pencher sur les variétés de vignes américaines résistantes au phylloxéra et comme beaucoup de savants de l'époque, il publie sur la question.
En parallèle, il tâte de la politique. De 1846 à 1870, il est Conseiller municipal de Montpellier. En 1857, il est élu Conseiller général de l'Hérault et le restera jusqu'en 1870.
En 1893, donc sur la fin de sa vie, il a pressenti la crise de surproduction des vins de 1907. Mais, dans l'euphorie provoquée par la victoire contre le phylloxéra on n'a pas porté attention à ses propos.
Marès n'était pas un chercheur mais un ingénieur de très haut niveau capable de faire le meilleur emploi des découvertes de son époque.
Montpellier possède son avenue Henri Marès, dans le quartier Les Cévennes.

## Principales publications
Marès a publié dans le bulletin de la SCAH plus d'une centaine de mémoires, tous intéressants. La liste qui suit est donc incomplète.
- Observations sur la maladie de la vigne en 1853 (1854)
- Mémoire sur la maladie de la vigne (1856)
- Soufrage des vignes malades, emploi du soufre, ses effets (1856)
- Manuel pour le soufrage des vignes malades, emploi du soufre, ses effets (1857)
- Description des cépages principaux de la région méditerranéenne de la France (1890)